# Chronische traumatische encefalopathie
Chronische traumatische encefalopathie (CTE) is een neurodegeneratieve aandoening die voorkomt bij mensen die meerdere malen hoofdletsel hebben gehad. De symptomen zijn onder andere gedragsproblemen, stemmingsstoornissen, en moeite met denken. De problemen beginnen vaak pas enkele jaren nadat het letsel ontstaat. De symptomen worden met de tijd steeds erger en kunnen uitmonden in dementie. Het is niet duidelijk of het risico op suïcide veranderd is bij CTE.
De meeste beschreven gevallen zijn voorgekomen bij sporters die contactsporten spelen, zoals American football, Australian football, boksen, worstelen, ijshockey en voetbal. Andere risicofactoren zijn onder andere militair zijn, een voorgeschiedenis van huiselijk geweld en het herhaaldelijk stoten van het hoofd. Het is onbekend hoe ernstig het letsel moet zijn om CTE te kunnen veroorzaken. De definitieve diagnose kan pas worden gesteld bij de autopsie; de aandoening is een vorm van tauopathie.
Er bestaat geen behandeling voor CTE. Naar schatting krijgt 30% (bijna een derde) van de mensen die herhaaldelijk hoofdletsel oploopt CTE. Hoe vaak het in de algehele bevolking voorkomt, is echter onbekend. Ter voorkoming van CTE, is voorgesteld de regels van sommige sporten aan te passen.